# انوک دنتون
انوک دنتون (انگلیسی: Anouk Denton؛ زادهٔ ۹ مهٔ ۲۰۰۳) بازیکن فوتبال اهل انگلستان است که در پست دفاع بازی می‌کند.
وی همچنین در تیم‌های ملی فوتبال زیر ۱۷ سال زنان انگلستان,  زیر ۱۹ سال زنان انگلستان و  زیر ۲۳ سال زنان انگلستان بازی کرده است.